# Cryptodiaporthe lirella
Cryptodiaporthe lirella är en svampart som först beskrevs av Moug. & Nestl., och fick sitt nu gällande namn av M. Monod 1983. Cryptodiaporthe lirella ingår i släktet Cryptodiaporthe och familjen Gnomoniaceae.  Arten är reproducerande i Sverige. Inga underarter finns listade i Catalogue of Life.